# Zec Dumoine
Pour les articles homonymes, voir Dumoine.
La zec Dumoine est une zone d'exploitation contrôlée (ZEC) située dans le territoire non organisé de Les Lacs-du-Témiscamingue, dans la municipalité régionale de comté (MRC) Témiscamingue, dans la région administrative de la Abitibi-Témiscamingue, au Québec, au Canada.

## Géographie
La zec est la 4e plus grande zec du Québec avec une superficie de 1500 km². La zec Dumoine est située au nord de la rivière des Outaouais. Son territoire est entre :
- la Zec de Rapides-des-Joachims, qui est du côté est. La rivière Dumoine (coulant vers le sud) sert de démarcation entre ces deux zecs, soit entre le lac Laforge (au nord) et la rivière des Outaouais (à la hauteur du lac Holden) ;
- la zec Restigo et la zec Maganasipi, qui sont situés du côté ouest[2].

Les principaux lacs de la zec sont : « À la Course », Alma, Au Sable, Aux Sangsues, Benwah, Benwah, Burton, Cabazié, Cardinal, Cibardin, Cranberry, Cullin, De l’Alouette, De l’Autour, De la Carabine, De la Nyctale, Dizon, Domergue, Du Bois Franc, Du Busard, Du Carcajou, Du Colibri, Du Harfang, Du Hibou, Du Loriquet, Du Pipit, Du Plancton, Du Roselin, Du Tangara, Duck Pond, Duncan, Emma, Esgriseilles, Fildegrand, Gosselin, Grant, Hall, Hanwell, Jacques, Kinepik, La Rabeyre, Lebeau, Long, Malouin, Nouveau, Patricia, Paul-Joncas, Perdu, Petit lac Russell, Revolver, Robinson, Russell, Russell, Saint-Cirque, Sans nom, Sauvole, Skead, Stubbs et West Trout.
Les visiteurs accèdent à la zec en empruntant la route 17 en Ontario jusqu'à Rolphton (en Ontario). Puis ils utilisent la route 635 jusqu'à Rapides-des-Joachims. Le poste d'accueil est situé au 3, rue Principale. Puis, pour accéder au territoire, les visiteurs doivent faire 26 km sur la zec de Rapides-des-Joachims.

## Histoire

### La foresterie
L’exploitation forestière du territoire actuel de la zec débute en 1850 alors que deux entreprises forestières (soit les ancêtres de E. B. Eddy et Consolidated Bathurst) commencèrent la coupe des pins blancs qui étaient abondants au sud-est du Témiscamingue. D'ailleurs, au nord de la zec Dumoine, deux hydronymes sont significatifs : lac du Pin blanc et la rivière du Pin blanc. Ce type de bois était fortement en demande sur le marché de la construction navale en Europe, car ils servaient notamment de mâts de bateaux à voile. À partir de ces époques, les armateurs fabriquaient de plus en plus des bateaux hybrides, propulsés par des engins à la vapeur et aussi à voile, ce qui constituait une sécurité en cas d’avarie de moteur et un coût moindre en utilisant la force du vent.
L’exploitation de cette ressource requérait l’aménagement de routes forestières et de routes de glace pour le transport des hommes, des marchandises et des animaux. Ils ont aussi aménagé des étables pour les chevaux, des abris pour les provisions, équipements et marchandises, des camps de bûcherons et même des fermes forestières. Malgré le climat rigoureux, ces fermes permettaient l’élevage d’animaux pour la viande et le lait ; en sus, elles permettaient de récolter quelques céréales et du foin pour alimenter les animaux. Une fois coupés et ébranchés, les troncs d’arbre étaient tirés jusqu’à la rivière Dumoine ou ses affluents. Dès la fonte des neiges, entraînant la crue des rivières, des embarcations à vapeur (désignées « Aligator steam boat ») halaient les troncs d’arbre qui descendaient ensuite sur la rivière des Outaouais.
Le flottage du bois requérait souvent l’intervention de draveurs à cause des embâcles de billots dans les rapides ou les chutes. Pour éviter que les billots ne s’endommagent en frappant les roches, des glissoires à billots y ont été aménagées par les entreprises forestières ou leurs sous-contractants. Les billots étaient dirigés vers ces glissoires afin de traverser ces rapides ou chutes. Encore aujourd’hui, les observateurs peuvent voir en bordure de la rivière certains vestiges de ces anciennes glissoires.

### L'histoire amérindienne
Jadis, le territoire de la zec Dumoine était fréquenté par les Otaguottouemins, membres d'une communauté algonquine. Les familles de cette communauté vivaient généralement en semi-nomadisme selon les besoins de chasse, de cueillette de petits fruits sauvages (fraises, framboises, bluets...), de protection, de commerce amérindien... Les inondations causées par les castors et les feux de forêt étaient à la fois des contraintes et des bienfaits. À regret, la terrible grippe espagnole de 1918 décima entièrement cette communauté.

## Fort Dumoine
Le fort Dumoine a été aménagé vers 1730 à l'embouchure de la rivière Dumoine, côté Nord-Ouest de la rivière des Outaouais (côté du Québec). Ce site était reconnu depuis très longtemps comme lieu de rencontre et d'échanges entre les Atikamekw, les Hurons et d'autres nations amérindiennes du Nord. Le commerce sous forme de troc était en usage entre les diverses communautés amérindiennes. La rivière des Outaouais était une voie de passage en embarcations de rivière, notamment le canoé et le rabaska.
Selon la section de la rivière Dumoine, les Algonquins l'ont baptisée « Aginagwasi sipi », « Cakawitopikak Sipi » et « Ekonakwasi Sipi » signifiant « Rivière de l'aulne » en raison des nombreux aulnes que l'on retrouve de chaque côté de ses rives et rivière du désir.
Une carte de 1755 de Jacques-Nicolas Bellin indique « Acounagousin ». Lotter, en 1762, et Carver, en 1776, désignent cette rivière de la même manière et lui attribuent le lac « Caouinagamic » comme source.
En 1762, en chemin vers Sault Sainte-Marie, Alexander Henry passe face à l'embouchure de la rivière Dumoine. Il note alors: « À la bouche de la rivière Du Moine, se trouve un autre fort ou poste de traite, où j'ai trouvé un petit campement d'indiens Maskegons avec qui j'ai échangé plusieurs articles contre des fourrures. »
Abandonné en 1761, le fort Dumoine reprend ses activités grâce à la Compagnie du Nord-Ouest en 1784. La carte de 1801 d'Alexander Mackenzie indique le tracé de la rivière Dumoin, sans toutefois remonter jusqu'à sa source. En 1811, le fort Dumoine devient propriété de la Compagnie de la Baie d'Hudson et ne cessera ces activités qu'en 1860 à cause des compagnies forestières qui, en détruisant les habitats fauniques, firent presque disparaître les castors. Le site se retrouve complètement inondé par le lac Holden, à la suite de la construction du barrage Des-Joachims à partir de 1946.
Au lieu-dit « Indian Point » (de son vrai nom « Mos Sakik» ), au confluent du lac Dumoine et de la rivière de l'Orignal, une communauté Anishinaabe vécut jusqu'en 1918. Une terrible épidémie de grippe décima presque totalement le village et seules huit personnes, dont trois enfants, survécurent et partirent rejoindre une autre communauté à Kipawa.

## Chasse et pêche
Le territoire de la zec est situé à la rencontre de deux importants écosystèmes : la forêt boréale et la forêt mixte. Ce territoire forestier comporte une diversité d'habitat ayant chacune des caractéristiques particulières, notamment : arbres mature de grande taille, arbres à essence rare et des secteurs où la faune est abondante. Cette variété d'habitats engendre une diversité des espèces animales qui l'habitent. La zec a répertorié plus de 120 espèces d'oiseaux et noté une forte présence de tortues.
Le gibier étant généralement abondant dans la zec Dumoine, la chasse à la carabine est généralement pratiquée. Dorénavant, le forfait de chasse à l'orignal, à l'arc ou à la poudre noire comprend la possibilité d'abattre un cerf de Virginie. Sur le territoire de la zec, la chasse est contingentée selon le sexe des bêtes (originaux et cerfs de Virginie), les engins de chasse et les périodes de la saison pour les espèces suivantes : orignal, cerf de Virginie, ours noir, lièvre, gélinotte et tétras. La zec attribue les zones de chasse sur son territoire selon les forfaits.
La pêche est aussi contingentée pour les espèces suivantes : brochet, omble de fontaine, moulac, touladi et doré.

## Toponymie
Le toponyme "Zec Dumoine" est lié à un ensemble de toponymes dont celui de la rivière, du fort, d'un lac et d'un petit lac. Le nom d'origine vient du nom du poste de traite construit vers 1730 à l'embouchure de la rivière Dumoine, du côté nord-ouest de la rivière des Outaouais. Selon différentes sources, le but de ce fort était de faciliter le commerce avec les Anishinaabes et de les protéger contre les raids des Iroquois.
À l'origine, le nom Dumoine désignait le territoire du bassin hydrographique du lac et de la rivière Dumoine. Plusieurs historiens considèrent que ce toponyme aurait été retenu en mémoire d’un membre d’une famille renommée de commerçants français. En 1697, Sieur d’Iberville, son jeune frère Jean-Baptiste Le Moyne et une poignée d’hommes ont pagayé sur la rivière des Outaouais pour aller affronter les Anglais à la baie d’Hudson. Plus tard, ils ont exploré le Mississippi et Jean-Baptiste Le Moyne gagna une place dans l’histoire comme fondateur de la Nouvelle-Orléansé,.
Le toponyme « zec Dumoine » a été officialisé le 5 août 1982 à la Banque des noms de lieux de la Commission de toponymie du Québec.